# Fjällbacka, Sjundeå
Fjällbacka är en kulle i Sjundeå i det finländska landskapet Nyland som är känd för två gravrösen från bronsåldern som ligger på kullen. Gravrösena ligger nära Sjundeå kyrkby cirka 500 meter väster om Svidja slott.
Det större gravröset ligger i norra delen av Fjällbacka på 80 meters höjd. Små delar av gravröset har rasat. Det andra gravröset som ligger syd om det större gravröset har blivit svårt skadat. Nuförtiden är gravröset bara 4 x 9 meter stort och det är svårt att säga hur stort det ursprungligen har varit. Man kan se hela Sjundeå kyrkby och Kyrkåns ådal från platsen.
Det finns många gravrösen från bronsåldern i Sjundeå. Fjällbacka är en enligt lag skyddad fast fornlämning.